# Athyrium oppositipennum
Athyrium oppositipennum är en majbräkenväxtart som beskrevs av Bunzo Hayata. Athyrium oppositipennum ingår i släktet Athyrium och familjen Athyriaceae. Utöver nominatformen finns också underarten A. o. pubescens.